# Kanin (szczyt)
Kanin (wł. Monte Canin, słoweń. Visoki Kanin) – szczyt górski w Alpach Julijskich, w Alpach Wschodnich o wysokości 2582 m n.p.m.

## Geografia
Szczyt leży na granicy między Włochami a Słowenią. Po stronie słoweńskiej znajduje się obszar gminy Bovec, a najbliższa miejscowość to Plužna. Po stronie włoskiej znajduje się prowincja Udine. Poniżej szczytu, na wysokości 2293 m n.p.m., znajduje się najwyżej położony ośrodek narciarski w Słowenii. U podnóża góry znajduje się jaskinia Srnica oraz wypływają tam źródła rzek i strumieni Boka, Ročica oraz Gijun. Przepływa tam także rzeka Socza.

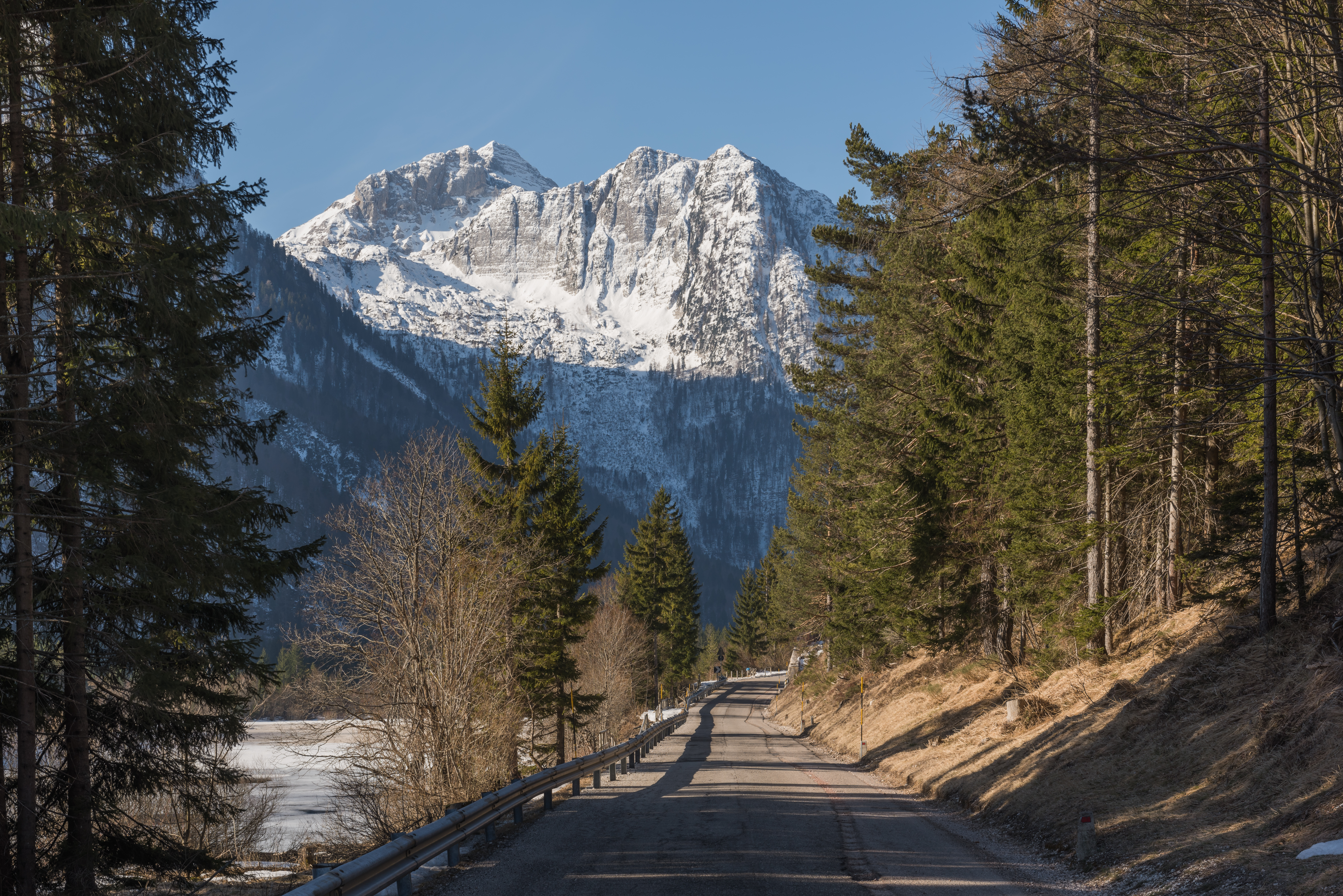

Trzy długie grzbiety górskie łączą się na szczycie Visoki Kanin. W najwyższej części tego grzbietu żadne przejście nie jest niższe niż 2000 metrów. Od północnego zachodu znajduje się długa grań Žrd (wł. Monte Sart), 2324 m n.p.m., oddzielająca doliny Rezija i Reklanica (wł. Raccolana). Na północ od Visoki Kanin znajduje się wysoki płaskowyż, na którym leży lodowiec, płaskowyż wpada do doliny Reklanica, której szczytem jest preve Nevejski (wł. Sella Nevea) o wysokości 1142 m n.p.m. W kierunku zachodnim wysokie zbocza opadają ku odległej dolinie Rezija. W kierunku południowo-wschodnim grzbiet wkrótce obniża się do szerokiego wysokiego krasowego płaskowyżu, który w końcu spada do doliny rzeki Socza. Tutaj, od rzeki Socza do szczytu Visoki Kanin, różnica wysokości wynosi ponad 2200 metrów.

## Budowa
Górna część góry Kanin zbudowana jest z warstw wapienia o grubości ponad 1000 metrów. Warstwy te osadzały się w płytkich, ciepłych morzach około 200 milionów lat temu. Wapień leży na jeszcze kilka milionów lat starszej bazie dolomitu.

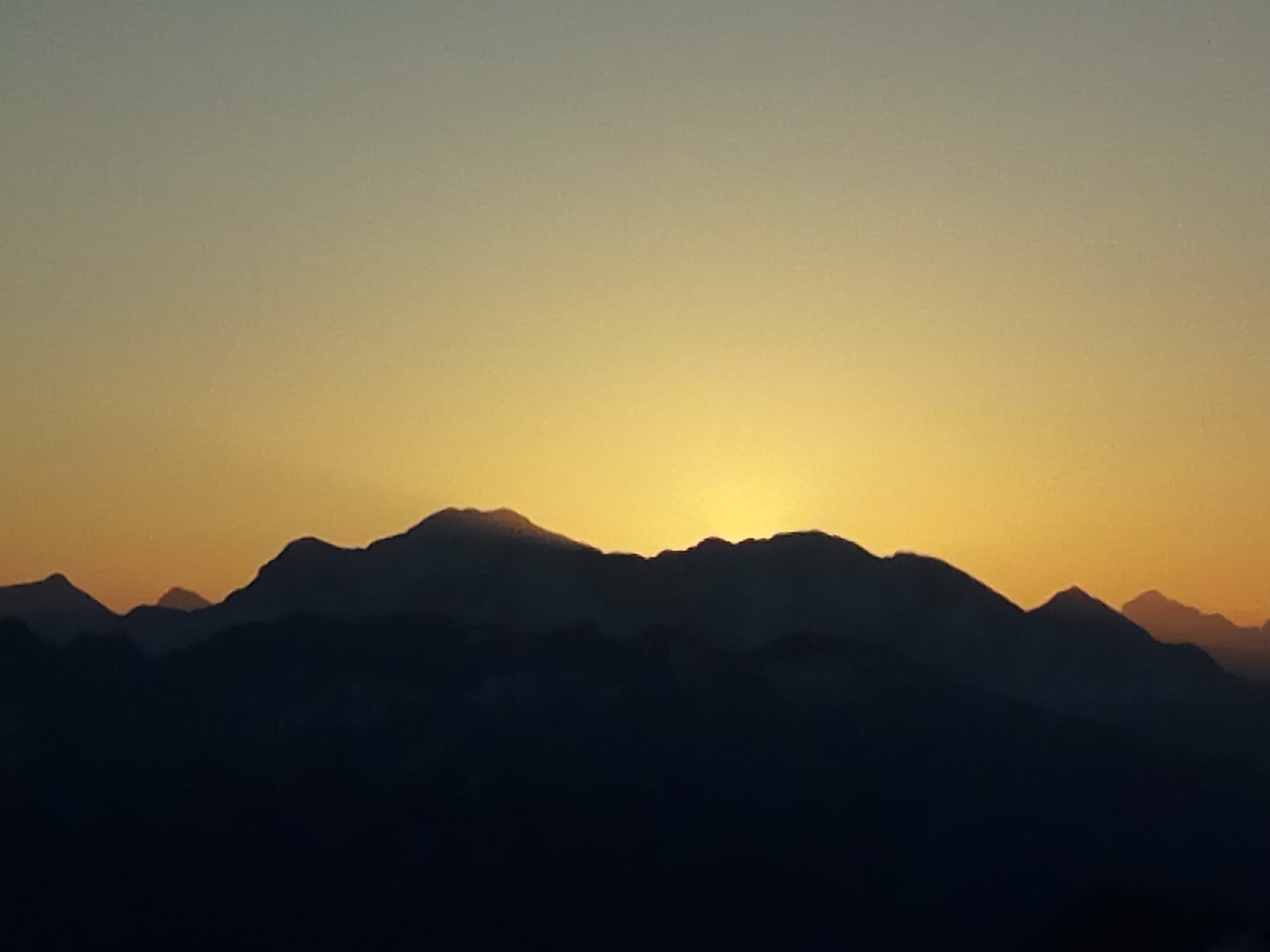
Kanin w czasie zachodu słońca

## Turystyka
Na górze można uprawiać narciarstwo, spadochroniarstwo oraz snowboarding. Po obu stronach szczytu działają także koleje linowe. Obie gminy znajdujące się pod górą, korzystają ze swojego położenia, a ich gospodarka bazuje na turystyce.

## Dostęp
Wymieniona jest większość znakowanych szlaków turystycznych:
- D Postaja - Visoki Kanin  2 h 30 min
- Nevejski preval - Visoki Kanin 4 h 45 min
- Gozdec - Visoki Kanin (przez Zadnji dol) 6

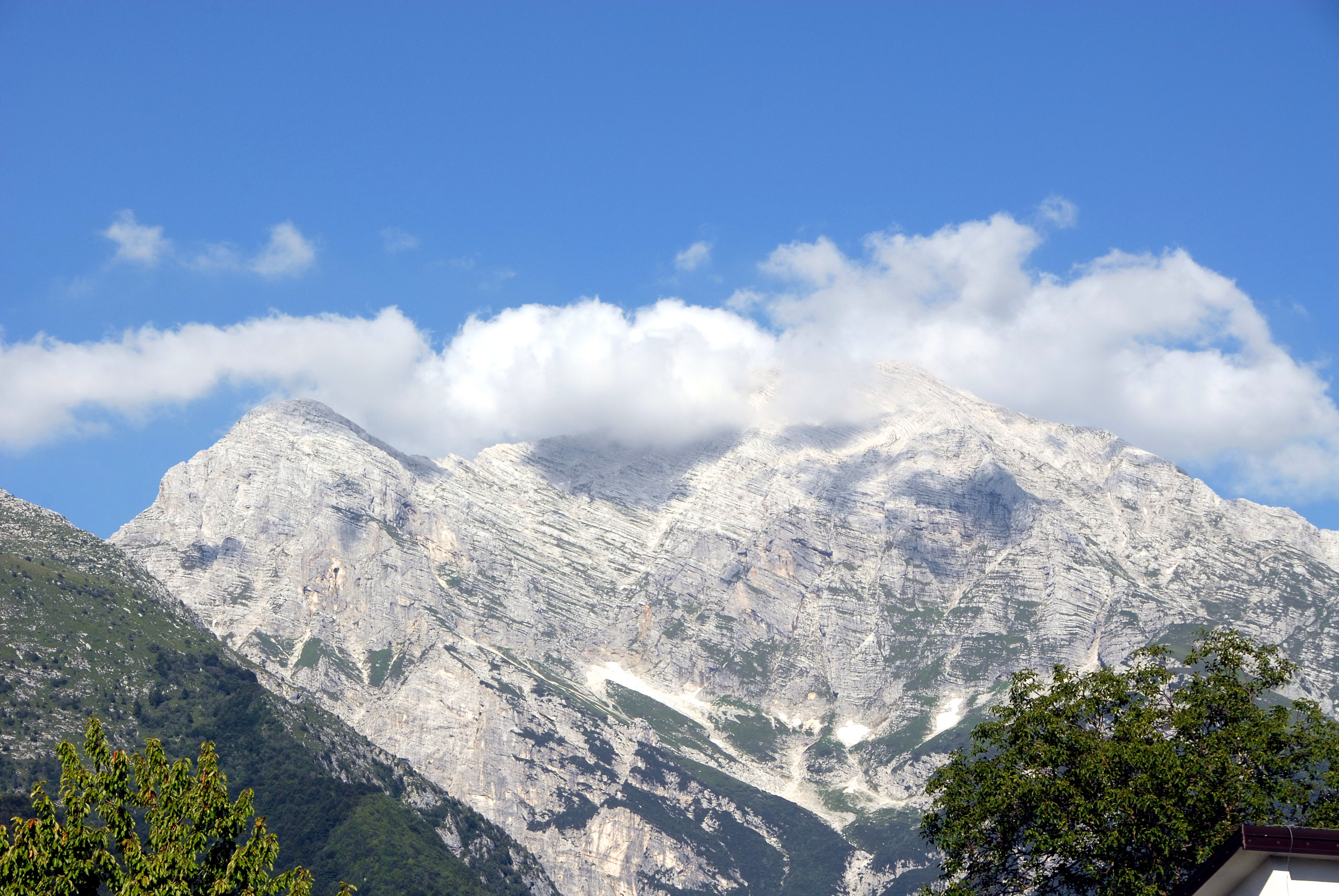

- Gozdec - Visoki Kanin (przez Dom Petra Skalarja na Kaninu) 6 h 50 min